# Ponts sur Seulles
Ponts sur Seulles é uma comuna francesa na região administrativa da Normandia, no departamento de Calvados. Estende-se por uma área de 12,86 km². Em 2010 a comuna tinha 1 198 habitantes (densidade: 93,2 hab./km²).
A municipalidade foi estabelecida em 1 de janeiro de 2017 e consiste na fusão das antigas comunas de Lantheuil, Amblie e Tierceville.